# Xestia destituta
Xestia destituta là một loài bướm đêm trong họ Noctuidae.